# ألبرت كوسكينين
ألبرت كوسكينين (بالفنلندية: Albert Koskinen)‏ هو منافس ألعاب قوى فنلندي، ولد في 29 أكتوبر 1925 في نوكيا في فنلندا، وتوفي في 23 ديسمبر 2004.

## وصلات خارجية
- ألبرت كوسكينين على موقع أوليمبيديا (الإنجليزية)